# Juan Antonio de Rivero
Juan Antonio de Rivero y Gómez de Alderete (Segovia, Reino de España-Arequipa, Virreinato del Perú) fue un abogado de la Real Audiencia y encomendero en el Virreinato del Perú, considerado el genearca de la familia (de) Rivero en el Perú.

## Biografía
Nació en Segovia, hijo de Hernando de Rivero y Lerma, Caballero Hijodalgo de la Casa y Solar de Rivero en el Valle-Lugar de Angulo, en Mena, provincias de Burgos – cuyo título se dio por real ejecutoria de la Chancillería de Valladolid el 1 de octubre de 1557; y de Mariana Gómez de Alderete, natural de la villa de Cuéllar, en Segovia. 
En 1586, Juan Antonio de Rivero volvió a la ciudad de Sevilla a hacer ejecutoría de hidalguía, junto a sus hermanos Diego y Fernando. Se licenció en derecho por la Universidad Alcalá de Henares, y tiempo después (en una fecha indeterminada) partió al virreinato de la Nueva España (actual México). A mediados de 1596 arribó a Lima junto al virrey Luis de Velasco, Marqués de Salinas, quien venía de regir en el virreinato para ocupar ese cargo en el Perú. 
Se licenció nuevamente en derecho, en la Universidad de San Marcos, y para el 30 de octubre de 1603 figuraba ya como Abogado de la Real Audiencia, presentando testimonio de haberse recibido como tal ante el consejo de la Real Audiencia de los Reyes, el 8 de enero de 1604. 
El 26 de noviembre de 1605, el virrey Gaspar de Zúñiga le encomendó una reducción de indios en la provincia de Arequipa —motivada por la huida de estos, producto de la erupción del volcán Huaynaputina (Omate) en febrero de 1600, y el terremoto de noviembre de 1604— con la finalidad de que retornasen con sus familias y reconstruyesen sus pueblos. 
Por su larga y destacada labor al servicio de la corona, el virrey Marqués de Guadalcázar le hizo merced de 50 fanegadas de tierras, vacas y realengas en Arequipa, en mayo de 1626.

## Descendencia
De Rivero casó en Arequipa con Isabel Aguilar del Río y Cabeza de Vaca – hija del notario público Diego Aguilar del Río, y de Cornelia Arellano de Vaca – con quien tuvo dos hijos:
- Fernando de Rivero y Aguilar del Río, procurador general, familiar del Santo Oficio y alcalde de Arequipa en 1670. Casado con Ana Díaz de Vera y Sarmiento, con prolífica descendencia.
- Marina de Rivero y Aguilar del Río, casada con Juan Núñez Clavijo.

A través de su hijo Fernando, Juan Antonio de Rivero es antepasado de destacados personajes de la historia y el presente de Arequipa y el Perú, como:
- Francisco de Rivero y Vera (1641 – 1697), regidor perpetuo, procurador general y alcalde ordinario de Arequipa.
- Joseph de Rivero y Vera (1662 - ¿?), procurador general y alcalde ordinario de Arequipa en 1703.
- Fernando de Rivero y Vera (¿? – 1686), regidor perpetuo del Cabildo de Arequipa.
- Pedro de Rivero y Vera (¿? – 1726) teniente general, gobernador, Regidor Perpetuo y tres veces (1683, 1685, 1726) alcalde de Arequipa.
- Fernando de Rivero y Dávila (1671 - ¿?) Regidor Perpetuo y alcalde de Arequipa (1704).
- Vicente Francisco de Rivero y Zevallos (1679 - ¿?) Gobernador de las Armas del batallón y Gente de Guerra de Arequipa, y alcalde de Arequipa en 1721.
- Manuel José de Rivero y Araníbar (1756 – 1827) Militar, prócer de la Independencia, alcalde de Arequipa en 1811.
- Mariano de Rivero y Bezoaín (1781 – 1823) Abogado y político peruano. Diputado por Arequipa ante las Cortes de Cádiz.
- Mariano Eduardo de Rivero y Ustariz (1798 – 1857) Científico, químico, naturalista, geólogo, mineralogista, político y diplomático, conocido como "El Sabio Rivero"
- José María de Rivero y Ustariz (1807 – 1833), Edecán del libertador Simón Bolívar
- Toribio Pacheco y Rivero (1828 – 1868) ministro de Relaciones Exteriores del Perú
- Mariano Andrés Belaúnde de la Torre (1849 – 1921) Abogado, parlamentario, ministro de Hacienda y Comercio del Perú.
- María Isabel de Rivero y Fontanales (1852 – 1919) “La Estrella del Sur”
- Mariano Belisario Llosa y Rivero (1856 – 1900) Director de Gobierno y Obras Públicas de Arequipa
- Felipe Alberto de Rivero y Rivero (1873 – 1967) Alcalde de Arequipa
- Víctor Andrés Belaúnde Diez-Canseco (1883 – 1966) Jurista, diplomático y político peruano, ministro de Relaciones Exteriores del Perú y presidente de la Asamblea General de la ONU.
- Juan Rafael Belaúnde Diez-Canseco (1886 – 1972) Abogado, político y diplomático peruano, primer ministro durante el gobierno de Bustamante y Rivero.
- José Luis Bustamante y Rivero (1894 – 1989) Abogado, ministro de Justicia, embajador, presidente constitucional del Perú y presidente de la Corte Internacional de La Haya.
- Javier de Belaúnde Ruiz de Somocurcio (1909 – 2013) Político, abogado e historiador peruano, 5 veces diputado por Arequipa.
- Ernesto Alayza Grundy (1912 – 2001), Abogado, ministro de Justicia y Culto del Perú, Fundador del PPC
- Fernando Belaúnde Terry (1912 – 2002) Arquitecto y político peruano, fundador del partido político Acción Popular y dos veces presidente constitucional del Perú.
- Miguel León Pizarro (1927), comandante de la Guardia Civil, Campeón sudamericano de posta 4x100 en 1948 y 1949.
- Enrique Chirinos Soto (1930 – 2007) abogado, constitucionalista, periodista, escritor y político peruano. 3 veces diputado, senador y congresista.
- Mario Vargas Llosa (1936) Novelista, Premio Nobel de Literatura 2010.
- Javier de Belaúnde López de Romaña (1947) Destacado jurista y catedrático peruano.
- José Antonio García Belaúnde (1948) Diplomático, ministro de Relaciones Exteriores del Perú
- Luis Llosa Urquidi (1951) director y productor de cine peruano.
- Willy Combe León-Prado, director de cine peruano
- Alberto de Belaúnde de Cárdenas (1986), abogado y político peruano, 2 veces congresista.

Rivero es también antepasado de: 
- José Evaristo Uriburu Tezanos-Pinto (1880 -1956) Embajador, vicepresidente del Banco Central de la República Argentina
- Felipe Camiroaga Fernández (1966 – 2011) Presentador de TV chileno